# 清诗纪事
《清诗纪事》，为著名研究清朝文学的专著，是清朝诗歌研究的集大成之作。作者为江苏国学大师钱仲联。

## 简介
《清诗纪事》一共收录了清朝诗人（包括明朝末年清朝初年的诗人和清朝末年民国初年的诗人）逾7000位。全书语1200万字。每位诗人都有简历介绍，还有各家对他们诗歌成就的评论。《清诗纪事》初版共分为4册。
《清诗纪事》以诗歌探究清朝历史包括文学历史，一出版就引起巨大轰动。注意，《清诗纪事》不同于先前北京大学教授邓之诚先生（已故）所编著的《清诗纪事初编》。然而，《清诗纪事初编》对钱仲联先生编著《清诗纪事》有很大启发。

## 分卷
按照时代（朝代）顺序分卷的有：
1. 明遗民卷
2. 顺治朝卷
3. 康熙朝卷
4. 雍正朝卷
5. 乾隆朝卷
6. 嘉庆朝卷
7. 道光朝卷
8. 咸丰朝卷
9. 同治朝卷
10. 光宣朝卷

其他分卷
1. 烈女卷
2. 释道卷
3. 鬼诗梦诗卷
4. 民歌谣谚卷